# 翟兰思
翟兰思（英文：Lancelot Giles，1878年—1934年），生于中国厦门，死于天津。汉学家翟理思之子。1899年进英国驻华领事界，先后任英国驻腾越、长沙、福州领事。1928—1934年担任英国驻天津总领事。

## 著作
- 《北京使馆被围日记》（The Siege of the Peking Legations:A Diary）